# 守百年之约
《守百年之约》，馬來西亞狂人影像制作的穿越年代电视剧，由盛天俊、陈子颖、原腾、陈美君、庄可比、罗励勤、释福如、温绍平、林奕廷领衔主演。此剧为马来西亚第四部以穿越时空为题材的电视剧，亦是2019年八度空间年中重头剧。

## 播出时间

### 首播
| 频道     | 所在地              | 播放日期      | 首播時间                                   | 备注                                               |
| -------- | ------------------- | ------------- | ------------------------------------------ | -------------------------------------------------- |
| 八度空间 | 马来西亚            | 2019年5月13日 | 星期一至四 21:30 - 22:30                   |                                                    |
| Youtube  | 全球 · ↓ · 马来西亚 | 2019年5月13日 | 星期一至四 23:45 在八度空间YouTube频道上传 | 后因芒果TV海外播出改为只能在马来西亚观赏           |
| 芒果TV   | 全球                | 2019年7月6日  | 在芒果TV上传                               | 国际版，不包括中国                                 |
| Tonton   | 马来西亚            | 2022年12月1日 | 更新一集，重温节目                         | 《守百年之约》更新在线重温节目、只能在马来西亚观赏 |

### 重播
| 频道     | 所在地   | 播放日期       | 首播時间                          | 备注     |
| -------- | -------- | -------------- | --------------------------------- | -------- |
| ntv7     | 马来西亚 | 2019年6月3日   | 星期一至五 23:00-0:00             |          |
| 八度空间 | 马来西亚 | 2021年1月6日   | 优6剧场 星期一至五 18:00 - 18:58  |          |
| 八度空间 | 马来西亚 | 2023年6月15日  | 星剧精选 星期三及四 22:00 - 00:00 | 两集连播 |
| TV9      | 马来西亚 | 2024年11月16日 | 星期五至日 23:00 - 00:00          |          |

## 故事概要
|  | 一场在古宅的奇特邂逅，从而牵扯出世代隐藏的家族秘密…… |

故事讲述着个性温和，处处为人着想的锺文安（盛天俊 饰演）因缘巧合之下意外从40年代穿越至2019年，和现代女性主义的医生张邵庭（陈子颖 饰演）相遇并谱出一段恋情，穿越不同年代二度来回，继而引发错综复杂的多角恋……

## 故事剧情
故事讲述着一间百年老宅里，暗藏着穿梭时空的密道，造就了锺文安（盛天俊 饰演）和张邵庭（陈子颖 饰演）的邂逅……
故事开始于2019年，在英国学医归来的邵庭因受爷爷张启东（林源成 饰演）所托而前往钟家古宅祭拜祖先。踏足荒废已久的古宅，邵庭对此地毫无惋惜之感，亦不明白为何爷爷和父亲张丰华（温绍平 饰演）执着不肯同意出售老宅，直到邵庭不慎在古宅触电，电流将40年代的染布坊少东锺文安穿梭时空来到现代，致使邵庭往后的人生起了巨变。
邵庭在一次因缘巧合下决定让文安假扮是她的男友，以便应付前男友郭日俊的纠缠（林一心 饰演）和避免闺蜜殷舜仪（安映霏 饰演）的误会。尔后，邵庭遭遇抢劫，文安为了帮助邵庭而受伤，于是邵庭决定暂时收留文安，开启了“同居”的日子，直到文安康复和找到回家的路。邵庭虽感激文安舍命相救，但对于文安对现代科技一窍不通并屡屡闯祸而感到厌烦。无奈之下，邵庭只好教文安一些基本的生活常识。
日俊不停以商谈公事为由接近邵庭，令舜仪误会邵庭介入两人感情，两人彻底闹翻，舜仪也道出对邵庭的不满和嫉妒。祸不单行，邵庭不仅被舜仪陷害而被迫停职，姑姑张玉翠（林奕廷 饰演）更遭遇严重车祸，令邵庭力不从心。文安陪着邵庭度过低潮，更帮忙邵庭照顾爷爷和姑姑，邵庭逐渐对文安产生情愫。正当一切安定下来后，文安因从报纸发现南京大屠杀已过了将近80年而发现自己并不属于这个年代，邵庭也因此怀疑文安是从古代穿越到现代的古代人。邵庭虽不舍文安，但仍与文安回到古宅寻找时空隧道，歪打正着下，两人再次触电，醒来后发现已穿越回到1941年。

## 演员阵容

### 张家
| 演员         | 角色   | 介绍 |
|              | 张德耀 | 张启东之父 张丰华、张玉翠之爷爷 张邵庭、张邵杰之曾祖父 已逝世 |
|              | 锺穗芳 | 张启东之母 张丰华、张玉翠之奶奶 张邵庭、张邵杰之曾祖母 已逝世 |
| 涂恺哲(童年) | 张启东 | 东东 王婉芝之夫 张丰华、张玉翠之父 张邵庭、张邵杰之爷爷 锺文安之表弟 于第6集误会张丰华要把张启东送去老人院去 |
| 石亿(少年)   | 张启东 | 东东 王婉芝之夫 张丰华、张玉翠之父 张邵庭、张邵杰之爷爷 锺文安之表弟 于第6集误会张丰华要把张启东送去老人院去 |
| 林源成(老年) | 张启东 | 东东 王婉芝之夫 张丰华、张玉翠之父 张邵庭、张邵杰之爷爷 锺文安之表弟 于第6集误会张丰华要把张启东送去老人院去 |
|              | 王婉芝 | 张启东之妻子 张丰华、张玉翠之母 张邵庭、张邵杰之奶奶 已逝世 |
| 温绍平       | 张丰华 | 中医 张启东、王婉芝之子 邱丽娟之夫 张玉翠之哥 张邵庭之父，并与其不和，后和好 张邵杰之父 锺文安之表侄儿 于第2集与张玉翠到张邵庭的家进行调查 |
| 演琳         | 邱丽娟 | 张启东、王婉芝之媳妇 张丰华之妻子 张玉翠之大嫂 张邵庭、张邵杰之母 因接受不了张邵杰逝世而患上产后抑郁症，后自杀逝世 已逝世 |
| 林奕廷       | 张玉翠 | 张启东、王婉芝之女 张丰华之妹 张邵庭、张邵杰之姑姑 锺文安之表侄女 于第5集车祸入院（在邵庭现实昏迷三天的情况下安然无事） |
| 陈子颖       | 张邵庭 | Wallis、庭庭、大姐、我累死（锺文安专用）、牛大便、野人（李泰禾专用） 医生 张启东之孙女 张丰华、邱丽娟之女 张玉翠之侄女 张邵杰之姐姐 锺文安之表侄孙女，后为其女友 谢心兰之情敌 殷舜仪之好友，后反目 郭日俊之前女友 锺振国、李泰禾之暗恋对象 于第1集因在古宅不慎触电而导致锺文安被电流带至2019年 于第9集因不慎触电而与锺文安穿越回去40年代 于第12集企图以风筝引电穿越而险被闪电劈中，后被锺文安所救 于第19集险被日军杀害，后被锺文安所救 于第26集被锺振国打晕并拐被其走，在掉进湖里之后被闪电击中而回到2019年，时间点回到了遇见锺文安的3天后，并只有自己保存锺文安来过现代的记忆 一年后，在公寓不慎导致疑似锺文安转世的修电工人触电昏迷（仅彩蛋版显示） |
|              | 张邵杰 | 张启东、王婉芝之孙子 张丰华、邱丽娟之子 张玉翠之侄子 张邵庭之弟弟 在出生不久后便夭折 已逝世 |

### 锺家[註 1]
| 演员   | 角色   | 介绍 |
|        | 锺志强 | 李蓉花之夫 锺良福、锺穗芳之父 锺文安之爷爷 张启东之外公 |
| 罗励勤 | 李蓉花 | 锺志强之妻 锺良福、锺穗芳之母 锺炳顺之干妈 李常发之姑姑 锺文安、锺振国之奶奶 林凤娇之家婆 张启东之外婆 李泰禾之姑婆 张邵庭之高外祖母 于第1集开头托梦求张启东阻止后代变卖老宅 于第25集把吸食鸦片的锺振国逐出锺家 |
|        | 锺良福 | 锺志强、李蓉花之子 锺穗芳之哥 锺炳顺之干哥 周美莲之夫 锺文安之父 |
|        | 周美莲 | 锺良福之妻子 锺文安之母 |
|        | 锺穗芳 | 锺志强、李蓉花之女 锺良福之妹 张启东之母 锺文安之姑姑 参见张家 |
| 王衍任 | 锺炳顺 | 李蓉花之干儿子 林凤娇之夫 锺振国之父 于第19集被凤娇提及他为了阻止凤娇和日本军陪睡强奸，最后被日本军砍头致死 |
| 释福如 | 林凤娇 | 锺炳顺之妻 锺振国之继母 于第18集与锺炳顺一起跑路 于第19集被日军强暴 于第22集被振国提及因为囚禁室失火而被火烧死 |
| 盛天俊 | 锺文安 | 李蓉花之孙子 锺良福、周美莲之子 锺振国之堂弟 张启东之表哥 谢心兰之未婚夫，实则把她当做姐姐看待 李泰禾之表哥兼情敌 张邵庭之表伯公，后为其男友 于第1集因不慎触电而被电流穿梭时空至2019年 于第5集因张玉翠入院而照顾张启东 于第9集为救张邵庭而与其一同触电并被电流穿梭时空回到40年代 于第17集受伤，后被张邵庭拯救 于第19集为保护邵庭，导致他被日军砍断了他的小指和砍伤了他的背（这也可以解释为何在2019年，他的背有刀伤痕迹和失去小指的由来） 于第25集掉进河里溺毙，后被张邵庭抢救而复活 于第26集为了救张邵庭而在湖里溺毙；疑似转世成修电工人，在维修张邵庭所住公寓的电源时不慎触电昏迷（仅彩蛋版显示） |
| 庄可比 | 锺振国 | 李蓉花之孙子 锺炳顺之子 林凤娇无血缘关系之子 黄秋月之夫 为人城府极深 锺文安无血缘关系之堂哥兼情敌 张启东无血缘关系之表哥 张邵庭无血缘关系之表伯公 内心妒忌锺文安 于第19集为救其父母，带着逃难的村民和抗日军到达日军的地盘并欺骗了抗日军，后被日军囚禁，甚至招来汉奸的骂名 于第25集因为吸食鸦片被揭发而遭李蓉花赶出家门 于第26集意外打晕张邵庭，带走其并放在竹筏上而导致其掉入湖中 于第26集离开蚂蚁村，并在每年中秋节寄上一封写着“对不起”的信给李蓉花，为自己间接导致锺文安溺毙道歉 虽然没有提及，但就锺文安未有子女就逝世来看相信他是锺表姑妈及锺表叔之父，锺表婶之家翁                            |
| 陈美君 | 谢心兰 | 锺家之童养媳 锺文安之未婚妻 张邵庭之为婚表伯婆兼情敌 李泰平之好友 于第14集企图自杀，后获救 于第19集为捡回锺文安送的眼镜而返回寻找，后遇上日军导致傅秀春和李泰平被日军杀害 于第20集为救锺文安而被阿牛抓伤而患上瘟疫 于第21集因瘟疫发作而失明，临死前和锺文安成亲 于第21集因瘟疫而逝世 |

### 李家
| 演员           | 角色   | 介绍 |
| 蔡炜祥         | 李常发 | 彩虹染布坊主管 李蓉花之侄子 傅秀春之夫 李泰禾、李泰平之父 锺文安之表舅 |
| 陈莉莉         | 傅秀春 | 李常发之妻 李泰禾、李泰平之母 于第19集被日军枪毙 |
| 原腾（青年）   | 李泰禾 | 李常发、傅秀春之子 李泰平之哥 锺文安之表弟兼情敌 张丰华，张玉翠之表舅 张邵庭之表舅公 暗恋张邵庭，并为了她承诺守护百年之约，终生不娶 于第21集为救锺文安而被日军枪伤，后被毛毛所救 于第22集（3年8个月后）与锺文安、张邵庭等人重遇 于第26集为了遵守守护张邵庭的约定而终生不娶 |
| 梁志成（老年） | 李泰禾 | 李常发、傅秀春之子 李泰平之哥 锺文安之表弟兼情敌 张丰华，张玉翠之表舅 张邵庭之表舅公 暗恋张邵庭，并为了她承诺守护百年之约，终生不娶 于第21集为救锺文安而被日军枪伤，后被毛毛所救 于第22集（3年8个月后）与锺文安、张邵庭等人重遇 于第26集为了遵守守护张邵庭的约定而终生不娶 |
| 梅静萱         | 李泰平 | 李常发、傅秀春之女 李泰禾之妹 锺文安之表妹 张启东之表姐 张邵庭之表姨婆 于第19集被日军枪毙 |

### 特别演出
| 演员   | 角色       | 介绍                              |
| 陈浩严 | 小六       | 张丰华之学徒                      |
| 张顺源 | 精神病患者 | 于第1集放炸弹炸公园，后被警察逮捕 |

### 其他演员
| 演员   | 角色   | 介绍                                                                                    |
| 林一心 | 郭日俊 | 医生 张邵庭之前男友 殷舜仪之男友                                                        |
| 陈沛江 | 骆医师 | 医师 毛毛之养父 于第10集登场 于第21集为找出药方，感染了瘟疫而导致他病发身亡，在荒野暴毙 |
| 卢政扬 | 毛毛   | 弃婴，从小被猴子养大 骆医师收养的小孩                                                   |
| 安映霏 | 殷舜仪 | 护士 张邵庭之好友，后反目 郭日俊之女友                                                  |
| 邱迪燊 | 阿康   | 彩虹染布坊员工 李泰禾之好友                                                             |
| 陈旻炜 | 光明   | 抗日军 于第19集被日军毒打逼供，后因伤势过重逝世                                         |
| 谢顺清 | 陈胜吉 |                                                                                         |
| 黄俊杰 | 大正   |                                                                                         |

## 结局
八度空间于2019年6月25日播出的电视版结局是采用一开始决定的悲伤结局，邵庭堕湖触电后穿越回到了现代，可是时间点却落在遇见文安以前。身边的人没有文安来过的记忆，邵庭一觉醒来，时间眨眼过了一个年代。直到邵庭重回古宅找到了当年与文安和泰禾一起埋下的酒，才确定她的记忆是真的，约定也是真的，邵庭找到了坚强活着的理由，最终邵庭带着那壶酒离开了古宅，并坚守着和文安当时许下的承诺---守住心，守住家，百年不变，以借此带出守住心，爱便百年存在的沉重诺言。
而在同日晚上11时45分，八度空间在YouTube官方频道上载了彩蛋版结局，而彩蛋版结局并无改变文安逝世，泰禾终生不娶，邵庭穿越回到现代但失去文安的结局，仅在电视版结局之后讲述一年后的邵庭，在公寓再次意外触电，不慎导致一名长相和文安十分相似的修电工触电昏迷。
这是马来西亚华语电视剧里首部拥有彩蛋和2个结局的电视剧，电视剧版本是悲伤结局，网络版是暗示重逢的结局。八度空间于2019年6月26日在YouTube官方频道上载了重逢版结局，共长8分钟。此版本结局仅剪辑了26集里文安和邵庭的回忆以及加入了彩蛋版结局，剧组以不同节奏重新剪辑文安和邵庭的感情，借此带出回温效果。至于是否会开拍续集，八度空间和狂人影像皆表示一切皆有可能。
2020年11月9日，八度空间宣布《守百年之约》将开拍番外篇《爱的约定》，故事将延续彩蛋版结局，并于同日开镜。

## 收视率
- 根据Nielson Audience Measurement（英语：Nielsen ratings）调查结果，《守百年之约》在第1集就破10.6点，约60万华裔观众同步观赏。
- 根据Nielson Audience Measurement（英语：Nielsen ratings）调查结果，《守百年之约》在第9集就刷下了最高收视11.8点，超过66万四岁以上华裔观众同时观看。[4]
- 根据Nielson Audience Measurement（英语：Nielsen ratings）调查结果，《守百年之约》在第10集就刷下了最高收视13.3点(约75万观众)观看，平均每集收视点为12.2点(约68万观众)超越了去年《假面II》最高收视67万。
- 此剧也获得友族观众的追捧，第10集总收视额超过77万，超越了去年《娘惹相思格》和《假面II》的收视。
- 此剧为马来西亚收视率排名最高的电视剧。

## 奖项
| 年份 | 頒獎典禮                  | 獎項                                | 入圍者     | 角色   | 結果 |
| ---- | ------------------------- | ----------------------------------- | ---------- | ------ | ---- |
| 2019 | 第19届 亚洲影艺创意大奖   | 最佳女主角                          | 陈子颖     | 张邵庭 | 入围 |
| 2019 | 第19届 亚洲影艺创意大奖   | 最佳男配角                          | 庄可比     | 钟振国 | 入围 |
| 2019 | 第19届 亚洲影艺创意大奖   | 最佳原创剧本                        | 陈钰莹     | -      | 入围 |
| 2019 | 2020 AIM 中文音乐颁奖典礼 | 最佳电视/电影主题曲                 | 罗亿诗     |        | 入围 |
| 2019 | Anugerah Skrin 2019       | Drama Rantaian Terbaik(Bahasa Cina) | 守百年之约 | -      | 提名 |

## 轶事
- 此剧为八度空间2019年年中重头剧。
- 此剧男主角"锺文安"原由谢佳见饰演，后因档期不合而改由盛天俊接演。
- 此剧女主角"张邵庭"原由高艺饰演，后因档期不合而改由陈子颖接演。
- 此剧演员林其平在开始拍摄几天后因心脏病爆发而逝世，其角色由蔡炜祥顶上。
- 此剧为盛天俊及陈子颖继《逆光成长》、《春天花啦啦》后再度以情侣档合作，亦是两人在承认恋情之后首部合作的剧集。
- 此剧为庄可比及陈子颖继《我的欧巴们》、《我的非一般岳母》后第三度合作。
- 此剧为原腾首部电视剧作品。
- 此剧为庄可比以及原腾首次参演年代剧。
- 此剧为马来西亚首部有两个版本结局的电视剧。

## 电视节目的变迁
- 关于马来西亚华语电视剧和电视电影列表，参见首要媒体剧集列表。

| 马来西亚 八度空间 原创强档 星期一至四 21:30 - 22:30       | 马来西亚 八度空间 原创强档 星期一至四 21:30 - 22:30  | 马来西亚 八度空间 原创强档 星期一至四 21:30 - 22:30 |
| --------------------------------------------------------- | ---------------------------------------------------- | --------------------------------------------------- |
|                                                           | 守百年之约 （2019年5月13日 - 2019年6月25日）         |                                                     |
| 好世谋 (方言原音版) （2019年4月15日 - 2019年5月9日）      | PTU机动部队 （2019年6月26日 - 2019年8月15日）        |                                                     |
| 优6剧场 星期一至五 18:00 - 18:58                          |                                                      |                                                     |
| 开餐吧！吃货小妹（重播） （2020年12月3日 - 2021年1月1日） | 守百年之约（重播） （2021年1月4日 - 2021年2月8日）   | 春天花啦啦（重播） (2021年2月9日-2021年2月22日)     |
| 星剧精选 星期三及四 22:00 - 00:00（两集连播）             |                                                      |                                                     |
| 21点灵 （2023年5月11日—2023年6月14日）                    | 守百年之约（重播） （2023年6月15日 - 2023年7月27日） | 妈姐 (重播) （2023年8月2日-2023年9月20日）          |

| 马来西亚 ntv7 （重播）星期一至五 23:00 - 00:00           | 马来西亚 ntv7 （重播）星期一至五 23:00 - 00:00 | 马来西亚 ntv7 （重播）星期一至五 23:00 - 00:00 |
| -------------------------------------------------------- | ---------------------------------------------- | ---------------------------------------------- |
|                                                          | 守百年之约 （2019年6月3日 - 2019年7月8日）     |                                                |
| 大秦帝国之崛起 （重播） （2019年4月18日 - 2019年6月2日） | 假面II （2019年7月9日 - 2019年8月5日）         |                                                |

| 马来西亚 TV9 星期五至日 23:00 - 00:00         | 马来西亚 TV9 星期五至日 23:00 - 00:00         | 马来西亚 TV9 星期五至日 23:00 - 00:00 |
| --------------------------------------------- | --------------------------------------------- | ------------------------------------- |
|                                               | 守百年之约 （2024年11月16日 - 2025年1月12日） |                                       |
| 太阳的后裔 （2024年7月26日 - 2024年11月15日） | 阿爸 （2025年1月17日 - 2025年3月14日）        |                                       |

## 註释
1. ↑  电视版本里的幕后名单、字幕播出的锺姓简体写成“钟”是错误的，因此这个资料将以正确锺姓简体为规范。[3]

## 注明
1. ↑  .   [2018-06-17]. （原始内容存档于2019-06-03）.
2. ↑  .   [2024-03-15]. （原始内容存档于2024-01-07）.
3. ↑  . 诗华日報. 2019-03-04  [2019-03-04]. （原始内容存档于2019-10-04）.
4. ↑  .   [2019-05-28]. （原始内容存档于2019-06-10）.